# Fernando Noriega Calmet
Fernando Noriega Calmet fue un ingeniero, catedrático y político peruano.
Nació en Lima el 11 de julio de 1907. Sus padres fueron Alberto Noriega Duclá y María Teresa Calmet Calmet. 
El 26 de julio de 1954 fue nombrado por el presidente Manuel A. Odría como Ministro de Fomento y Obras Públicas del Perú formando parte del gabinete presidido por Roque A. Saldías. Estuvo a cargo de esa cartera hasta el 24 de diciembre de 1955.
Miembro de la Unión Nacional Odriísta, fue elegido como senador por el Departamento de Lima en 1963, ejerciendo ese cargo hasta el 3 de octubre de 1968 cuando se dio el golpe de Estado que originó el Gobierno Revolucionario de las Fuerzas Armadas. Asimismo, durante los años 1960 y 1970 fue catedrático de la Universidad Nacional de Ingeniería llegando incluso a ser decano de la facultad de ingeniería de petróleo desde 1956 a 1963. Asimismo, entre 1981 y 1982 fue decano nacional del Colegio de Ingenieros del Perú.